# Marysa Navarro
Pour les articles homonymes, voir Navarro (homonymie).
Marysa Navarro Aranguren, née le 12 octobre 1934 à Pampelune (Espagne) et morte le 2 mars 2025 à Boston, est une universitaire hispano-américaine, historienne de l'Amérique latine spécialisée ultérieurement en études féministes. Elle est l'autrice de plusieurs ouvrages sur ces thèmes et sur le péronisme.

## Biographie
Marysa Navarro Aranguren naît à Pampelune en 1934, peu avant la guerre civile d'Espagne, guerre qui pousse son père, Vicente Navarro Ruiz, enseignant et inspecteur de l'éducation, à s'exiler avec sa famille tout d'abord en France, où Marysa Navarro passe son enfance. En 1948, réalisant que le régime de Franco est probablement installé en Espagne de façon durable, ses parents décident d'émigrer en Uruguay.  
Elle obtient son Bachelor of Arts à l'institut José Batlle y Ordóñez, à Montevideo, en 1955, puis suit pendant deux ans des cours de pédagogie à l'Instituto de Profesores Artigas (es) avant d'intégrer l'université Columbia , ans le département d'Histoire. Elle y obtient sa maitrise en 1960, et son doctorat en 1964. Sa thèse, Argentine Nationalism of the Right: The History of an Ideological Development, 1930-1946, est publiée espagnol sous le titre Los Nacionalistas.
Elle enseigne brièvement au King College, à l'université Yeshiva, à l'université Rutgers et à l'université de Long Island avant d'intégrer l'université de Darmouth en 1968, où elle enseigne l'histoire ancienne et contemporaine de l'Amérique latine.   
Marquée par le mouvement féministe, elle milite pour l'ouverture du Darmouth College aux étudiantes et se bat contre la ségrégation un moment imaginée à travers l'institution de bâtiments séparés. Elle étend son enseignement aux questions de féminisme et de genre, en fondant puis dirigeant les deux chaires de Women’s Studies et d'études latino-américaines et caraïbéennes. Parallèlement à ses activités universitaires, elle milite activement pour vulgariser les études de genre lors de conférences.         
Elle participe pendant vingt ans, de 1976 à 1996 à la revue universitaire « Signs (Journal of Women in Culture and Society) » en tant que membre du comité éditorial. Elle contribue à partir de 1988 au projet « Restoring Women to History » mené par l'Organization of American Historians où elle documente avec Virginia Sánchez-Korrol la scolarisation des filles en Amérique Latine, via des articles réunis et publiés sous forme d'ouvrage en 1999. Elle dirige avec Catherine R. Stimpson la publication de « Un nuevo saber: Los estudios de mujeres », une collection d'ouvrages réunissant les traductions en espagnol d'articles européens et américains jugés majeurs sur les questions de genre.         
Elle est membre de nombreuses associations, comités et comités éditoriaux dans des revues traitant du féminisme ; fortement investie dans l' Association des études latino-américaines (LASA (en)), elle en est la présidente de 2003 à 2004.           
Parmi ses ouvrages remarqués, le plus connu est sans doute la biographie qu'elle a consacré à Evita Peron.         